# Tout l'or du monde
Tout l'or du monde is een Franse filmkomedie uit 1961 onder regie van René Clair. Destijds werd de film uitgebracht onder de titel Voor geen goud ter wereld.

## Verhaal
De projectontwikkelaar Dumont en zijn zoons willen het hele dorpje Cabosse opkopen. Dat gaat echter niet vanzelf. De dorpelingen blijven er allemaal uitzonderlijk lang leven.

## Rolverdeling
| Acteur           | Personage                |
| ---------------- | ------------------------ |
| Bourvil          | Dumont en zijn zoons     |
| Alfred Adam      | Alfred                   |
| Philippe Noiret  | Victor Hardy             |
| Claude Rich      | Fred                     |
| Colette Castel   | Stella                   |
| Annie Fratellini | Rose                     |
| Nicole Chollet   | Caféhoudster             |
| Max Elloy        | Veldwachter              |
| Jean Marsan      | Omroeper                 |
| Pascal Mazzotti  | Omroeper                 |
| Albert Michel    | Burgemeester van Cabosse |
| Michel Modo      | Tony                     |